# Přehled o peněžních tocích
Přehled o peněžních tocích (anglicky cash flow statement) je ve finančním účetnictví jedním z finančních výkazů, který zobrazuje zdroj a využití peněžních prostředků a peněžních ekvivalentů podniku. Přehled peněžních toků (cash flow) doplňuje rozvahu a výkaz zisků a ztrát o další rozměr, jímž se vrací k základní ekonomické kategorii, která stojí na prapočátku všech ekonomických úvah, tj. k peněžním prostředkům. Jedná se o výkaz, který informuje o tom, co se s penězi děje, a objasňuje, zdali zdrojem peněz a peněžních ekvivalentů pro činnost podniku byla interní výdělečná činnost podniku, nebo externí zdroje.

## Předpisy upravující přehled
Základním předpisem pro sestavení tohoto přehledu je mezinárodní standard IAS 7 Výkazy peněžních toků. (Mezinárodní standardy účetního výkaznictví). Šlo o snahu najít veličinu, která by srovnatelně vypovídala o dosažených ziscích společnosti. Národní předpisy vychází z tohoto standardu. V českých účetních standardech je to pro podnikatele standard (ČÚS) číslo 023 a vyhláška č. 500/2002 Sb. § 3, § 40 až § 43. Přitom mezinárodní i české přepisy umožňují při respektování zásad výše uvedených předpisů volbu metody, formu i úpravy obsahové náplně.

## Základní pojmy

### Peněžní prostředky – v jakékoliv měně (Cash)
- peníze v hotovosti
- ceniny (dle IAS 7 ne)
- peníze na bankovních účtech
- kontokorentní bankovní účty
- peníze na cestě

### Peněžní ekvivalenty – v jakékoliv měně (Cash Equivalents)
Je to krátkodobý finanční majetek, který pro účely přehledu o peněžních tocích je definován takto:
- snadno a pohotově směnitelné prostředky za předem známou částku peněžních prostředků
- nepředpokládají se významné změny hodnoty v čase
- krátkodobost znamená 3 měsíce

Příklady peněžních ekvivalentů:
- peněžní úložky (např. krátkodobý terminovaný účet)
- likvidní cenné papíry k obchodování na veřejném trhu (tyto nezahrnuje IAS 7)
Převody mezi jednotlivými druhy peněžních prostředků se v přehledu o peněžních tocích nevykazují.

### Peněžní toky (Cash Flow)
Peněžní toky jsou přítoky a odtoky peněžních prostředků a peněžních ekvivalentů. Aby se tyto toky správně vykázaly, přehled o peněžních tocích obsahuje i nepeněžní položky (např. odpisy, rezervy, opravné položky).

## K čemu přehled slouží
Informace o peněžních tocích poskytují uživateli účetní závěrky podklad ke zhodnocení schopnosti účetní jednotky generovat peníze a peněžní ekvivalenty a potřeb účetní jednotky využití těchto peněžních toků Účetní zisk nemusí znamenat dostatek peněžních prostředků a naopak, vykazovaná ztráta nemusí znamenat nedostatek peněžních prostředků. Přehled peněžních toků umožňuje lepší srovnatelnost výkonnosti různých podniků. Je to z důvodu, že poskytuje informace bez ohledu na:
- typ účetní jednotky
- typ účetní osnovy
- použité metody v účetnictví (např. způsoby odpisování, časové rozlišení, tvorba rezerv, opravné položky)

Přehled odpovídá za sledované účetní období na tyto základní otázky:
1. Jaký byl počáteční stav peněžních prostředků
2. Jaký byl přírůstek (tvorba) peněžních prostředků podle jednotlivých činností
3. Jaký byl úbytek (použití) peněžních prostředků podle jednotlivých činností
4. Jaký byl celkový peněžní tok
5. Jaký je konečný stav peněžních prostředků

Nejstručněji lze zobrazit přírůstky a úbytky peněžních prostředků a peněžních ekvivalentů takto:
| AKTIVA    | AKTIVA | PASIVA | PASIVA    |
| MD        | DAL    | MD     | DAL       |
| přírůstek | úbytek | úbytek | přírůstek |
| -         | +      | -      | +         |

## Základní vazby a transakce
Existují základní obecné kontrolní vazby mezi finančními výkazy:
V tomto trojbilančním systému lze identifikovat čtyři základní typy hospodářských transakcí:
1. Transakce jsou finančně účinné, tzn. ovlivňují peněžní prostředky, ale neovlivňují zisk.
2. Transakce jsou ziskově účinné, ovlivňují zisk, ale neovlivňují peněžní prostředky.
3. Transakce jsou ziskově i finančně účinné.
4. Transakce neovlivňují ani zisk, ani peněžní prostředky.

Transakce 1 zachycují peněžní toky sledovaného období, které mají charakter finanční operace (např. přijetí dotace, úvěru) nebo které nemají věcnou a časovou vazbu k danému sledovanému období. Hospodářská zapříčiněnost buď již nastala před sledovaným obdobím, nebo nastane po něm.
Transakce 2 se týkají toků časově a věcně zapříčiněných ve sledovaném období, u nichž se již realizovaly peněžní toky před tímto obdobím, nebo se budou realizovat po něm.
Transakce 3 jsou vlastně nejjednodušší transakce, neboť zachycují peněžní toky věcně a časově zapříčiněné ve sledovaném období.
Transakce 4 se týkají neziskových a nefinančních přesunů uvnitř rozvahy, odehrávají se v rámci nepeněžních položek majetku a finančních zdrojů a nemají vliv na velikost zisku, ani na velikost peněžních prostředků. Patří sem i převody mezi jednotlivými druhy peněžních prostředků.

## Členění přehledu
Přehled o peněžních tocích je členěn odděleně za tyto činnosti:
- Provozní (hlavní) činnosti (Operating Activities) – všechny peněžní toky, které vyplývají z hlavní podnikové činnosti.
- Investičních činností (Investing Activities) – sem patří pořízení a prodej hmotného a nehmotného majetku, dále poskytování dlouhodobých půjček a přijímání jejich splátek.
- Finanční činnosti (Financing Activities) – zahrnují finanční toky ovlivňující velikost jmění jednotky, přijaté půjčky nebo úvěry zabezpečující navýšení vlastního kapitálu, výplata dividend.

Pro vyhodnocení přehledu o peněžních tocích z pohledu celkových kladných či záporných toků existuje těchto 14 možných základních variant (JD):

Komentář: Jako nejlepší můžeme vyhodnotit variantu 6b. Peněžní prostředky vytvořené z provozní hlavní činnosti pokrývají výdaje investiční oblasti (pořízení investic) a výdaje finanční oblasti (výplatu dividend včetně splácení případných úvěrů). A u této varianty je ještě celkový peněžní tok kladný.

## Forma přehledu
Ani mezinárodní standard neurčuje formu tohoto přehledu. V dodatku (Statement of Cash Flows) A a B k IAS 7 jsou uvedeny příklady tohoto výkazu, na kterých je ukázána jedna z možností jeho podoby. ČUS č. 023 uvádí základní formu přehledu jako možné řešení.

## Metody sestavení přehledu
Provozní (hlavní) činnost může účetní jednotka vykázat v přehledu:
a)	Přímou metodou – ta je upřednostněna v IAS 7
Tato metoda se mnohdy ještě rozlišuje
aa)	Čistá přímá metoda – která je založena na sledování skutečných příjmů a výdajů
ab)	Nepravá přímá metoda – tato metoda spočívá v transformaci výnosově nákladových dat na příjmové a výdajové
b)	Nepřímou metodou – tato metoda je založen na úpravě výsledku hospodaření. Ta je uvedena jako výchozí v ČÚS č. 023.
Investiční činnosti se vykazují na čistém základu tj. přímou metodou. ČÚS č. 023 uvádí dvě možnosti zjištění výdajů spojených s pořízením dlouhodobého majetku:
•	Brutto způsob – přírůstek majetku se upraví o změnu závazků a záloh
•	Netto způsob – skutečné výdaje na jeho pořízení
Finanční činnosti se vykazují na čistém základu tj. přímou metodou.
Vzhledem k tomu, že tradiční metody vychází z toho, že zpracovatel přehledu o peněžních tocích má k dispozici data účetní závěrky, jsou tyto metody rozšířeny na tzv. „krokovací metody“. Postupně se přebírají údaje z rozvahy a výsledovky a ty se v jednotlivých krocích upravují. O zvláštnosti sestavení tohoto výkazu svědčí to, že jsou za tímto účelem vydávány samostatné účetní standardy. Podrobné návody k jeho sestavení jsou v odborné literatuře.

## Programové řešení přehledu
Některé prameny uvádí, že neexistuje obecný programový algoritmus pro sestavení přehledu o peněžních tocích. Nelze ani obecně tvrdit, že se výkaz cash flow „neúčtuje“. Přehled o peněžních tocích lze naplnit pomocí pentálního účetnictví. Podrobněji ve Wikiknize Pentální účetnictví. Obecným algoritmem je pentální rovnice, pomocí níž je zaručena kontrola správnosti vyplnění a jednoznačné provázání na podvojné účetnictví.

## Druhy přehledů z pohledu času
Z pohledu zpracování rozlišujeme dva druhy přehledů:
a)	Současný – pro vyhodnocení současného (minulého) stavu
b)	Budoucí – prognóza cash flow pro strategické finanční plánování.

## Příklady přehledů
V odborné literatuře je velké množství příkladů. Příklady je možné rozdělit do dvou základních skupin:
- Příklady ze základních účetních transakcí MD/DAL
- Příklady na základě hlavní knihy, rozvahy, výsledovky a za pomocí doplňkových informací

## Z historie výkazu cash flow
V roce 1863 firma Dowlais Iron Company řešila situaci, kdy neměla peníze na investice pro nové vysoké pece, navzdory tomu, že firma dosáhla zisku. Vysvětlení, proč tam nebyly finanční prostředky k investování, podal manažer firmy, který udělal nový finanční výkaz s názvem srovnávací rozvaha. Tento nový finanční výkaz stál u zrodu výkazu cash flow, který se používá dodnes
Mezinárodní účetní standard – IAS 7 Výkazy peněžních toků vstoupil v platnost v roce 1994.Jeho první verze byla schválena již v roce 1977.
V ČR první podrobný popis výkazu peněžních toků uvádí v roce 1992 Schroll.